# Mesosemia friburgensis
Mesosemia friburgensis is een vlindersoort uit de familie van de prachtvlinders (Riodinidae), onderfamilie Riodininae.
Mesosemia friburgensis werd in 1902 beschreven door Schaus.